# Vuelo 157 de Aerosucre
El vuelo 157 de Aerosucre era un vuelo de carga que operaba un Boeing 727 de esa aerolínea entre los aeropuertos colombianos Germán Olano de Puerto Carreño y El Dorado de Bogotá, que se estrelló el 20 de diciembre de 2016 a 8 km del aeropuerto de salida. En el accidente fallecieron 5 de los 6 tripulantes, quedando el restante en estado crítico.

## Aeronave y tripulación
La aeronave involucrada en el accidente era un Boeing 727-200F registrado HK-4544 con número de serie 21105. Fue construido el 22 de agosto de 1975 e inició operaciones el 29 de agosto del mismo año para Air Jamaica con matrícula 6Y-JMA. Posteriormente, cambió a VR-CMA en enero de 1985 y a 6Y-JMM el 29 de septiembre de 1987, operando hasta 1997. En enero de ese año, fue transferida a Kitty Hawk Aircargo, donde fue convertida en carguero y matriculada como N281KH. Finalmente, el 10 de enero de 2008, comenzó a operar para Aerosucre hasta su accidente en 2016. Se sabe que esta misma aeronave sufrió un incidente el 17 de junio de 1984 en Toronto, Canadá, durante un aterrizaje en condiciones meteorológicas adversas.  La tripulación estaba conformada por seis personas. El capitán Jaime Cantillo, de 58 años, trabajaba en Aerosucre desde 1997 y había acumulado 8.708 horas de vuelo, de las cuales 6.822 eran en el Boeing 727. El copiloto Mauricio Guzmán, de 39 años, ingresó a la aerolínea en 2008 y tenía 3.285 horas de vuelo en este modelo. El ingeniero de vuelo Pedro Duarte, de 72 años, trabajaba en Aerosucre desde 2013 y había registrado 1.612 horas de vuelo, aunque no se tenía información sobre su experiencia específica en el Boeing 727. Además, tres tripulantes adicionales viajaban a bordo.

## Antecedentes del vuelo
El Boeing 727-200 había llegado a Puerto Carreño para cargar mercancía y realizar un vuelo de regreso a Bogotá. Puerto Carreño es un aeropuerto de categoría menor con una pista corta, rodeada de terreno irregular y con obstáculos en su trayectoria de salida. Debido a las altas temperaturas presentes en la región, la densidad del aire se reduce, afectando el rendimiento de los motores y la sustentación del avión. Antes del despegue, la tripulación realizó los procedimientos de preparación habituales, aunque posteriormente se identificaron múltiples irregularidades en la planificación del vuelo y en la configuración de la aeronave para el despegue.   

## Accidente
En los minutos previos a la salida prevista, un avión de pasajeros Cessna 208 y un Embraer ERJ-170 despegaron de la pista 07. El viento en ese momento era de unos 010 grados a 8 nudos.
Posteriormente, el Boeing 727 rodó hacia la pista, retrocediendo hasta el umbral de la pista 25. Al mismo tiempo, la tripulación realizó las respectivas listas de chequeo antes del despegue y enviaron una transmisión de radio a ciegas, indicando su inminente salida de Puerto Carreño. Luego, la aeronave hizo un giro de 180° y se alineó para el despegue. Los flaps se fijaron a 30 ° y se seleccionaron 6½ unidades de compensación de elevadores. La tripulación de vuelo notó entonces que no conocía la dirección ni la intensidad del viento.
El despegue se inició a las 17:18 horas.
Después de recorrer la totalidad de la pista de 1800 metros de longitud, la aeronave no había completado la rotación y recorrió otros 95 metros sobre césped hasta que chocó contra una sección de la valla perimetral del aeropuerto. En su trayecto, cruzó una carretera, chocó contra un cobertizo y un árbol. La aeronave despegó, pero como resultado del impacto, el tren de aterrizaje principal derecho se había separado, el flap trasero derecho interior estaba dañado, se produjo una pérdida de potencia en el motor número 3 y se produjo una fuga de fluido hidráulico del Sistema A el cual fue notado por la tripulación.
La aeronave alcanzó una altura máxima de 790 pies y entró en un ligero giro descendente a la derecha producto de los daños en ese lado del avión hasta que impactó en un terreno plano y estalló en llamas.
Entre los restos de la aeronave no se encontró el manifiesto de peso y balance del vuelo accidentado, ni tampoco una copia del mismo en la oficina de la empresa. Se presume que la aeronave despegó de Puerto Carreño con 19,820 libras distribuidas en 9 pallets. Según el plan de vuelo, había cinco personas a bordo. De hecho, había una sexta persona en el vuelo.
Un video publicado en You Tube en octubre de 2016 muestra el despegue de un Aerosucre Boeing 727 en el aeropuerto de Puerto Carreño, apenas traspasando la valla perimetral. Dicho video fue filmado por un grupo de transeúntes que fueron testigos del accidente.

## Causas
La investigación final determinó como causas a:
- Planificación de vuelo inadecuada por parte del explotador de la aeronave, y de la tripulación, por incumplimiento de los procedimientos de despacho, cálculos de performance de despegue y verificación de limitaciones impuestas por las condiciones operacionales del aeródromo según la configuración de la aeronave.
- Toma de decisiones incorrecta de la tripulación al no considerar un aspecto clave que afecta el desempeño de la aeronave, como el viento de cola predominante en el despegue.
- Selección errónea de las velocidades de despegue V1/VR y V2, por parte de la tripulación, correspondiente a una aeronave sin modificación en su sistema de los flaps, lo que llevó a rotar la aeronave con cinco nudos más de velocidad, aumentando la carrera de despegue.
- Técnica de rotación errónea aplicada por el Piloto, maniobra retrasada que alargó aún más el largo recorrido de despegue.
- Pérdida de componentes (tren de aterrizaje, flap interior trasero derecho) y daños a los sistemas funcionales (pérdida de potencia del motor 3 y sistema hidráulico) necesarios para controlar la aeronave en vuelo.
- Pérdida de control en el vuelo generada por las asimetrías de sustentación, potencia y vaciado de los principales sistemas hidráulicos que excedían la capacidad de la tripulación e imposibilitaban mantener un adecuado control direccional y estabilidad de la aeronave, la tripulación fue muy irresponsable al no vaciar los tanques hidráulicos de gasolina para evitar ese tipo de emergencia de la aeronave de esa empresa.
- Factores Contribuyentes Incumplimiento del Reglamento Aeronáutico por parte de la empresa operadora de la aeronave, operando a un aeródromo no apto para la operación de equipo como el Boeing 727, el cual, además, no estaba autorizado para ese tipo de aeronave en las Especificaciones Operativas de la empresa. , aprobado por la Autoridad Aeronáutica.
- Falta de estandarización y supervisión de la empresa operadora de la aeronave, permitiendo la operación del equipo Boeing 727, al que se le había aplicado una modificación al sistema de los flaps, con las tablas de referencia de velocidades correspondientes a la aeronave sin modificación.
- Ejecución de despegue con peso superior al valor máximo establecido en las tablas de performance de la aeronave para las condiciones imperantes en el aeropuerto Germán Olano.
- Omisión de la tripulación al no activar en su debido momento el sistema hidráulico Standby, que podría haber permitido que la presión hidráulica de emergencia recuperara el control total de la aeronave.
- Falta de la supervisión por parte de la Autoridad Aeronáutica, que permitió por varios años la operación del equipo Boeing 727 de la empresa operadora de la aeronave en el aeródromo Germán Olano de Puerto Carreño, cuando las características del aeródromo no lo permitían y sin que el operador estuviera autorizado para operar el equipo Boeing 727 en ese tipo aeródromo.